# Räpina
Räpina (em estoniano:  Räpina vald) é um município rural estoniano localizado na região de Põlvamaa.